# Tereza Hlavsová
Tereza Hlavsová (26. listopadu 1986 Ústí nad Orlicí – 18. února 2006 Hejnice) byla česká biatlonistka, juniorská mistryně světa z roku 2003.
Byla závodnicí klubu OEZ Letohrad, několikanásobná mistryně České republiky, jak v zimním, tak v letním biatlonu. Roku 2003 se v polském Kościelisku stala juniorskou mistryní světa v individuálním závodě. V tomto závodě porazila několik později úspěšných závodnic v kategorii dospělých, např. pozdější olympijskou vítězku z roku 2010 Anastasiu Kuzminovou (tehdy Šipulinovou), vítězku Světového poháru 2008/2009 Helenu Ekholmovou (tehdy Jonssonovou) a mistryni světa z roku 2009 Annu Bulyginovou.
Zahynula v únoru roku 2006 při automobilové nehodě, když její vůz na namrzlé vozovce dostal smyk a čelně se střetl s protijedoucím autobusem.

## Sportovní úspěchy

### Mistrovství Evropy juniorů v letním biatlonu 2005, Bystřice pod Hostýnem (CZE)
- 1. místo - závod smíšených štafet
- 2. místo - závod s hromadným startem
- 2. místo - rychlostní závod

### Mistrovství světa dorostenců 2005, Kontiolahti (FIN)
- 6. místo - rychlostní závod

### Mistrovství České republiky 2005, Jablonec nad Nisou (CZE)
- 1. místo - závod s hromadným startem
- 3. místo - rychlostní závod

### Mistrovství Evropy juniorů 2004, Raubichi (BLR)
- 3. místo - rychlostní závod
- 3. místo - štafetový závod

### Mistrovství světa dorostenců 2004, Haute Maurienne (FRA)
- 4. místo - závod jednotlivců
- 7. místo - stíhací závod

### Mistrovství světa juniorů v letním biatlonu 2003, Forni Avoltri (ITA)
- 3. místo - štafetový závod

### Mistrovství světa dorostenců 2003, Zakopane (POL)
- 1. místo - závod jednotlivců
- 3. místo - štafetový závod

### European Youth Winter Olympic Days 2003, Pokljuka (SLO)
- 1. místo - rychlostní závod
- 2. místo - stíhací závod
- 3. místo - závod smíšených štafet